# Браун, Лесли
Ле́сли Бра́ун (англ. Leslie Browne, урожд. Brown; род. 29 июня 1957) — артистка балета, киноактриса и балетный педагог,  прима-балерина Американского театра балета в 1986—1993 годах; номинант на премии «Золотой глобус» за лучшую женскую роль второго плана (1978) и «Оскар» за лучшую женскую роль второго плана (1978).

## Биография
Лесли Браун родилась в Нью-Йорке в семье танцовщика Келли Брауна и балерины Изабель Мирроу. В возрасте семи лет начала заниматься в танцевальной студии своего отца в Финиксе (штат Аризона) вместе с одним из своих братьев, Итоном и сестрой Изабеллой. Получив стипендию, продолжила обучение в Нью-Йорке, в Школе американского балета. После её окончания была принята в труппу Нью-Йорк Сити балет, где для большей благозвучности добавила букву e к окончанию своей фамилии. В 1976 году перешла в Американский театр балета, в 1986 году стала ведущей танцовщицей этой труппы.
В 1993 году официально завершила свою балетную карьеру (в дальнейшем несколько раз выступала с труппой как приглашённая балерина), после чего 19 декабря того же года дебютировала на Бродвее, в Гершвин-театре, исполнив одну из ролей в мюзикле «Красные туфельки» (постановка Стэнли Донена, хореограф Лар Любович). В дальнейшем стала работать как хореограф и педагог.
Лесли Браун снялась в трёх художественных фильмах режиссёра Герберта Росса, который был мужем балерины Норы Кей, её крёстной матери. Свою дебютную роль в фильме «Поворотный момент» (1977) получила благодаря тому, что от неё отказалась прима-балерина Гелси Керкланд. Основой для сценария была история двух балерин — жены Росса Норы Кей и её подруги Изабель Мирроу-Браун, дочь которой только начинает свою балетную карьеру — таким образом, Лесли сыграла роль, прототипом которой была она сама. За исполнение роли Эмилии Роджерс она была номинирована на премии «Золотой глобус» за лучшую женскую роль второго плана и «Оскар» за лучшую женскую роль второго плана (эти же номинации за лучшую мужскую роль второго плана получил её партнёр, танцовщик Михаил Барышников). Впоследствии сыграла ещё в двух «балетных» кинокартинах Росса.

## Репертуар
Американский театр балета
- 3 января 1985 — Джульетта**, «Ромео и Джульетта[англ.]» в постановке Кеннета Макмиллана (Ромео — Роберт Ла Фосс)

(**) — первая исполнительница партии в данной постановке

## Фильмография
- 1977 — Эмилия Роджерс, «Поворотный момент», режиссёр Герберт Росс
- 1978 — телесериал «Счастливые дни» (special guest appearence)
- 1980 — Ромола де Пульски, «Нижинский[англ.]», режиссёр Герберт Росс
- 1987 — Надин, «Танцоры», режиссёр Герберт Росс